# АНТ-36
АНТ-36 (ДБ-1) — дальний бомбардировщик, разработанный в ОКБ Туполева в середине 1930-х годов конструкторской бригадой Павла Сухого на основе самолета АНТ-25 РД.

## История создания
В начале 1930-е годов во Франции и Великобритании разрабатывался бомбардировщик дальнего действия, который предполагалось использовать для ударов по целям в глубоком тылу противника. Эти бомбардировщики должны были иметь меньшую массу и бомбовую нагрузку и в несколько раз больший радиус действия. Ряд таких самолётов были доведены до уровня поступления на вооружение (Виккерс «Уэллсли»).
В СССР было построено два подобных самолёта: АНТ-36 (ДБ-1) и АНТ-37 (ДБ-2). Но они не были приняты на вооружение из-за низкой скорости и слабого вооружения. Вместо них на вооружение были приняты средние бомбардировщики ДБ-3.
При создании АНТ-25 предусматривалось создание на его базе дальнего бомбардировщика и разведчика. При бомбовой нагрузке 1000 кг его радиус действия должен был составлять 2000 км при крейсерской скорости 200 км/ч. Из этих характеристик приоритетным считалось требование дальности полёта, а вторым по важности — бомбовая нагрузка.
В августе 1933 года были подготовлены проект и макет дальнего бомбардировщика, которому было присвоено внутреннее обозначение АНТ-36 (официальное — ДБ-1). Проект был сразу принят заказчиком. На заводе № 18 началось строительство самолёта. Первая серия должна была составить 24 машины, а общее их число — 50 машин.
Военный вариант сохранил от прототипа конструкцию планера, силовой установки и компоновку кабины. В бомбоотсеке должны были размещаться 10 бомб весом по 100 кг. В кабинах второго лётчика и штурмана размещались пулемёты. Бомбардировщик должен был оснащаться аэрофотоаппаратом. В 1934 году самолёт пошёл в серию. Самолёт имел гладкую обшивку и полный комплект бомбардировочного и пулемётного вооружения.
Первый самолёт был испытан осенью 1935 года, но заказчик отказался принять его из-за низкого качества изготовления. Завод № 18 выпустил 18 самолётов этого типа, из которых военные в 1936 году приняли 11 машин и 2 — в 1937. Только 10 из них были переданы в эксплуатацию, три передали в испытательные центры, а остальные остались на заводе. В 1937 году все самолёты ДБ-1 были законсервированы. В дальнейшем  все изготовленные самолёты ДБ-1 были использованы в качестве мишеней на полигоне.
Летом 1936 года на один из самолётов этой серии был установлен дизельный двигатель АН-1. Бомбардировщик отличался от других самолётов этого типа неубирающимся шасси с обтекателями. Испытания, которые проводились с июня 1936 года, показали надёжную работу двигателя и возможность значительного увеличения дальности полёта.
Дальность полёта самолёта с дизельным двигателем увеличилась на 20-25%,  по сравнению с моторами М-34Р. В 1938 году было решено выполнить дальний рекордный перелёт на самолёте АНТ-36 с дизельным двигателем женским экипажем. В результате, опасаясь негативных последствий, от этой идеи отказались и перелёт был выполнен на самолёте ДБ-3.

## Тактико-технические характеристики
Источник данных: 

Технические характеристики
- Экипаж: 3 чел.
- Длина: 13,4 м
- Размах крыла: 34,0 м
- Высота:
- Площадь крыла: 88,2 м²
- Нормальная взлётная масса: 7806 кг

Лётные характеристики
- Максимальная скорость: 200 км/ч
- Практическая дальность: 4000 км
- Практический потолок: 3000 м

Вооружение
- Стрелково-пушечное: 4 х 7,62-мм ДА
- Бомбы: 1000 кг